# Allalinhorn
Allalinhorn – szczyt w Alpach Pennińskich, w masywie Allalin. Leży w Szwajcarii w kantonie Valais między dolinami Mattertal i Saastal. U jego podnóża znajduje się miejscowość Saas-Fee.
Jest jednym z najłatwiej dostępnych czterotysięczników w Alpach. Na najłatwiejszej drodze jedynie śnieg. Przy szczelinach odcinki o nachyleniu do 50 stopni, przed wierzchołkiem 40 stopni i często oblodzone.
Osoby wchodzące na szczyt mogą wjechać kolejką linową z Saas-Fee na Felskinn (2991 m) i dalej podziemną kolejką na Mittel-Allalin (3460 m). Pierwszego wejścia dokonali Johann Josef Imboden, Franz Josef Andermatten, Edward Levi Ames i Johann Joseph Imseng 28 sierpnia 1856 r.